# 젤도비치 메커니즘
젤도비치 메커니즘(영어: Zel'dovich mechanism)은 질소의 산화와 NOx의 형성을 설명하는 화학 반응으로, 러시아 과학자 야코프 보리소비치 젤도비치와 다비트 알베르토비치 프란크카메네츠키, 그리고 P. Ya. Sadovnikov가 1947년에 제안했다. 반응 메커니즘은 다음과 같다:
{\displaystyle {\ce {{N2}+ O <->[k_1] {NO}+ {N},}}}
{\displaystyle {\ce {{N}+ O2 <->[k_2] {NO}+ {O},}}}
이 때, {\displaystyle k_{1}}과 {\displaystyle k_{2}}는 아레니우스 방정식의 반응 속도 상수이다. 전체 반응은 다음과 같다:
{\displaystyle {\ce {{N2}+ {O2}<->[k] 2NO.}}}
전체 반응 상수는 첫 번째 반응에 의해 결정된다(즉, 속도 결정 반응이다), 두 번째 반응이 첫 번째 반응보다 훨씬 빠르기 때문에 첫 번째 반응이 일어나자마자 두 번째 반응이 일어난다. 연료가 충분한 상황에서는 산소의 부족으로 인해, 두 번째 반응이 약해져 세 번째 반응이 메커니즘에 추가되며, 이는 확장된 젤도비치 메커니즘(영어: extended Zel'dovich mechanism)이라고도 알려져 있다:
{\displaystyle {\ce {{N}+ {OH}<->[k_3] {NO}+ {H}.}}}
반응의 정반응 속도 상수는 다음과 같이 주어진다:
{\displaystyle {\begin{aligned}k_{1f}&=1.47\times 10^{13}\,T^{0.3}e^{-75286.81/RT},\\k_{2f}&=6.40\times 10^{9}\,Te^{-6285.5/RT},\\k_{3f}&=3.80\times 10^{13},\end{aligned}}}
이 때 지수 앞 인자의 단위는 cm, mol, s 그리고 K로 측정되며, 온도(켈빈)와 활성화 에너지(cal/mol)로 이루어져 있고, R은 기체 상수이다.

## NO 형성
NO의 생성 속도는 다음과 같다
{\displaystyle {\frac {d[\mathrm {NO} ]}{dt}}=k_{1f}[\mathrm {N} _{2}][\mathrm {O} ]+k_{2f}[\mathrm {N} ][\mathrm {O} _{2}]+k_{3f}[\mathrm {N} ][\mathrm {OH} ]-k_{1b}[\mathrm {NO} ][\mathrm {N} ]-k_{2b}[\mathrm {NO} ][\mathrm {O} ]-k_{3b}[\mathrm {NO} ][\mathrm {H} ].}